# HeidelbergCement

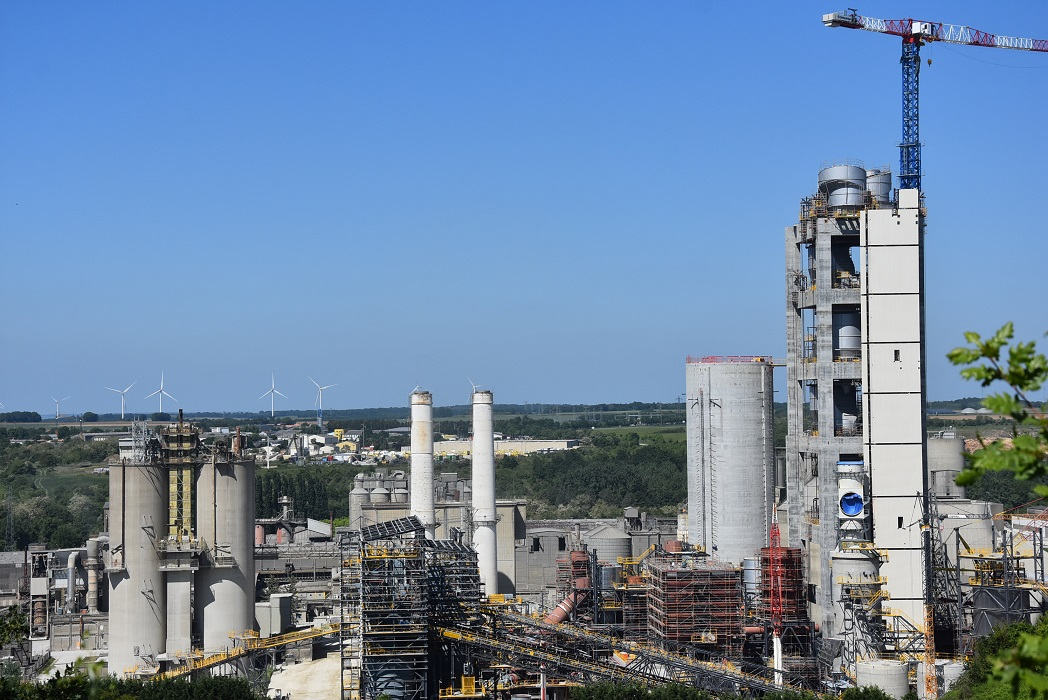
Fabrică în construcție în Franța, primăvara anului 2025.

HeidelbergCement este lider mondial în producția de agregate și producător principal de ciment și beton. Compania este una dintre cei mai mari producători de materiale de construcții din lume și este prezentă în 50 de țări din întreaga lume. HeidelbergCement a deschis prima fabrică de ciment în 1873, în Heidelberg, Germania și a fost activă exclusiv în sudul Germaniei până în 1960. Extinderea internațională a companiei început prin achiziția companiei Lehigh Cement din SUA în 1977.
Compania a achiziționat, în anul 2007, firma concurentă Hanson.
Producția de ciment a companiei a fost de 88 milioane tone în anul 2007.
Număr de angajați în anul 2007: 68.000
Cifra de afaceri:
- 2008: 14,2 miliarde Euro[5]
- 2007: 11 miliarde euro

Venit net în anul 2007: 2 miliarde Euro.

## HeidelbergCement în România
HeidelbergCement este prezentă în România din anul 1998 prin achiziția fabricii de ciment Moldocim S.A. Bicaz. Tot în 1998, compania își începe activitatea în producția de betoane prin înființarea a două stații, una la Timișoara și cea de-a doua la București.
În anul 2000, compania a achiziționat cea de-a doua fabrică de ciment – Casial Deva.
În anul 2002, HeidelbergCement a devenit acționar majoritar al fabricii Romcif Fieni.
Fabrica a fost fondată în 1914 și dispune de o capacitate de producție de 1,2 milioane de tone de ciment pe an. Prin această achiziție, HeidelbergCement a devenit lider incontestabil pe piața cimentului din România.
HeidelbergCement deține următoarele companii:
- Carpatcement Holding S.A. - formată prin fuziunea celor 3 fabrici de ciment din Bicaz, Deva și Fieni. Carpatcement Holding a avut 1.100 angajați în anul 2007 și o cifră de afaceri de 393 milioane de Euro
- Carpat Beton este divizia de betoane a grupului HeidelbergCement. Compania produce betoane, șape și mortare. Carpat Beton a avut 160 angajați în anul 2007 și o cifră de afaceri de 48,8 milioane de Euro.
- Carpat Agregate SA produce și comercializează agregate naturale și concasate folosite în industria materialelor de construcții: nisip, pietriș, mărgăritar și piatră concasată. Carpat Agregate SA a avut 259 angajați în anul 2007 și o cifră de afaceri de 25,7 milioane de Euro.

Principalii concurenți pe piața din România sunt Lafarge și Holcim, împreună cu care domină piața românească.